# Васильевское (Климовское сельское поселение)
Васильевское — деревня в Череповецком районе Вологодской области.
Входит в состав Климовского сельского поселения, с точки зрения административно-территориального деления — в Климовский сельсовет.
Расстояние по автодороге до районного центра Череповца — 35 км, до центра муниципального образования Климовского — 5 км. Ближайшие населённые пункты — Поповское, Коротнево, Частобово.
По переписи 2002 года население — 93 человека (44 мужчины, 49 женщин). Преобладающая национальность — русские (94 %).